# 川又昌子
川又 昌子（かわまた まさこ）は、日本のフリーライター。東京都生まれ。

## 来歴
栃木県育ち。駒澤大学文学部社会学科卒業。高校生の頃から寄席に通い、落語を愛好する。出版社勤務を経て、フリーのライターとなる。新聞や雑誌に執筆し活躍。落語関連の出版企画、編集に協力したものも多く、『落語裏ばなし』『寄席文字字典』『どの花みてもきれいだな』『橘右近コレクション・寄席百年』などがある
。

## 著書
- 『大わらい!ミニミニばなし101』（不破さと士 イラスト）小学館 1991.5[2]
- 『大わらい!子ども落語』（やまだ三平 イラスト）小学館 1990.3
- 『またまた大わらい!子ども落語』（やまだ三平 イラスト）小学館 1990.9

### 協力作品
- 『落語裏ばなし』橘右近 実業之日本社 1975[3]
- 『寄席文字字典』橘右近 グラフィック社 1981.1
- 『どの花みてもきれいだな』
- 『橘右近コレクション・寄席百年』橘右近 小学館 1982.12